# Petites Guerres
Pour plus de détails, voir Fiche technique et Distribution.
Petites Guerres (arabe : حروب صغيرة ; Horoub Saghira) est un film franco-libanais réalisé par Maroun Bagdadi et sorti en 1982. Il évoque la guerre du Liban. Il a été présenté au Festival de Cannes dans la sélection Un certain regard.

## Synopsis
Le film suit trois personnages au Liban en 1975 ;  Talal, étudiant issu d'une famille féodale ; Soraya, étudiante bourgeoise qui aime Talal ; Nabil, un photographe épris de Soraya, et impliqué dans un trafic de drogue.
Talal est le fil d'un bey influent. Son père disparaît, enlevé par des inconnus. Alors que Talal s'était éloigné de son milieu familial, il doit assumer alors le rôle de chef de famille féodale, et finit par relancer une guerre des clans, pour retrouver son père ou le venger.
Talal se sépare de Soraya, la jeune fille qu'il aimait. Soraya est tentée de quitter le pays en guerre. Talal s'étant éloigné pour rejoindre la maison familiale, Soraya se tourne vers Nabil, qu'elle persuade de kidnapper une personnalité connue pour l'échanger contre le père kidnappé de Talal. Les compagnons de Nabil sont tués au moment de l'échange d'otages. Soraya elle-même est blessée.
Le film représente également la guerre à travers le parcours de Nabil, un« truand de petite envergure, militant équivoque et mythomane », pour qui la guerre offre l'occasion de gagner de l'argent au moyen de combines douteuses.
A la fin du film Talal et Nabil se poursuivent dans ruines du centre de Beyrouth, « ils sont devenus complètement fous de la guerre », selon l'analyse de la revue Esprit.

## Analyses
Le film se distingue, selon la revue Esprit, des films qui veulent montrer la guerre, et les dévastations urbaines qu'elle provoque, dans le genre par exemple du  Faussaire de Volker Schlöndorff (1981), film à grand spectacle sur la guerre du Liban. Il se distingue aussi des films qui défendent une cause morale ou politique, en  opposant les bons et les mauvais. Dans le film de Maroun Baghdadi « chacun mène sa "petite guerre" sans cause, à défaut de la grande guerre juste ».
A travers le parcours de Talal, fils d'un chef de la montagne, Maroun Baghdadi représente la manière dont, par désir de vengeance,« inexorablement un jeune homme urbain, moderne, idéaliste et pacifique devient un combattant qui ne croit plus que dans la force des armes ». Selon Le Monde diplomatique, le film montre que « le retour au clan n’est pas seulement une régression, mais que cette puissance archaïque, une fois radicalisée et modernisée, mène au pouvoir. Le pouvoir reste cependant illusoire puisque son exercice n’engendre pour Talal que l’explosion d’une mine dans le centre-ville de Beyrouth ».
Le personnage de Nabil représente les civils qui sont entraînés malgré eux dans la guerre mais finissent par s'y adapter, ou même par à tirer profit ; il s'agit d'un personnage-type que l'on trouve plusieurs films de Maroun Baghdadi à des années d'intervalle, incarné par Philippe et Omar dans Hors la vie (1990) ou par Hassan et Ali dans Liban, pays du miel et de l'encens (1987).
Le destin de Soraya, qui se retrouve seule à la fin du film, « sans possibilité d'instaurer une relation saine avec l'un ou l'autre de ses prétendants », serait emblématique des individus qui pendant la guerre « sombrent dans la solitude ou la mort après s'être corrompus ».

## Fiche technique
- Titre arabe : حروب صغيرة ; Horoub Saghira
- Réalisation : Maroun Bagdadi
- Scénario : Maroun Bagdadi
- Dialogues : Kamal Kassar
- Photographie : Heinz Hölscher, Edward Lachman
- Musique : Gabriel Yared
- Montage : Joële Van Effenterre
- Durée : 108 minutes
- Dates de sortie: 
  - 2 octobre 1982 (Festival du film de New York)

## Distribution
- Soraya Khoury : Soraya
- Nabil Ismaïl : Nabil
- Roger Hawa : Talal
- Reda Khoury : la mère de Talal
- Youcef Hosni : l'oncle de Soraya
- Rifaat Tarabay : Selim

Les acteurs sont des comédiens non professionnels.